# 青春有你劇集列表
以下列出《青春有你》節目內容，包括參與演出的嘉賓、該集的主題、拍攝地點及最終結果。

## 賽季
- 第一季（2019年1月21日－2019年4月6日）
- 第二季（2020年3月12日－2020年5月30日）

## 外部連結
- 豆瓣电影上《青春有你》的資料 （简体中文）